# Cresporhaphis muelleri
Cresporhaphis muelleri är en svampart som först beskrevs av Duby, och fick sitt nu gällande namn av M.B. Aguirre 1991. Cresporhaphis muelleri ingår i släktet Cresporhaphis och familjen Trichosphaeriaceae.   Inga underarter finns listade i Catalogue of Life.